# Руда-Опалин (станція)
Руда-Опалин (пол. Ruda-Opalin) — проміжна залізнична станція на лінії №81 Холм — Влодава між станціями Холм (14,4 км) та Угруськ (8,2 км). Розташована у Польщі, в селі Руда Опалин Холмського повіту Люблінського воєводства. 

## Історичні відомості
Станція відкрита 1887 року під час будівництві відгалуження від Варшавсько-Тереспільської залізниці з Берестя. Спочатку мала назву Опалин, а у 1918-2016 роках — Руда Опалин.

## Пасажирське сполучення
Регулярне пасажирське сполучення припинялося з листопада 2002 року.
З серпня 2012 року відновлено сезонний пасажирський рух з використанням рейкових автобусів польського виробництва PESA.